# Großsteingrab Ullerup 2
Das Großsteingrab Ullerup 2 war eine megalithische Grabanlage der jungsteinzeitlichen Nordgruppe der Trichterbecherkultur im Kirchspiel Torup in der dänischen Kommune Halsnæs. Es wurde im 19. Jahrhundert zerstört.

## Lage
Das Grab lag westlich von Ullerup vor dem heutigen Haus Gransangervej 5 in Hundested. In der näheren Umgebung gibt bzw. gab es zahlreiche weitere megalithische Grabanlagen.

## Forschungsgeschichte
Im Jahr 1887 führten Mitarbeiter des Dänischen Nationalmuseums eine Dokumentation der Fundstelle durch. Zu dieser Zeit waren keine baulichen Überreste mehr auszumachen.

## Beschreibung

### Architektur
Die Anlage besaß eine wahrscheinlich runde oder ovale Hügelschüttung unbekannter Größe, die von einer steinernen Umfassung umgeben war. Über die Grabkammer ist nur bekannt, dass sie länglich war und vor ihrer Zerstörung noch mehrere Decksteine besessen hatte. Die Maße und die Orientierung der Kammer sind unbekannt. Der genaue Grabtyp lässt sich nicht sicher bestimmen.

### Funde
In dem Grab wurden Knochen und Feuerstein-Beile gefunden. Der Verbleib der Funde ist unklar.